# Вишеструки приступ са ослушкивањем носиоца
Вишеструки приступ са ослушкивањем носиоца CSMA протокол (енгл. Carrier sense multiple access) дефинише начин приступа медијуму. Протоколи CSMA развијени су из Алоха алгоритама додељивања заједничког канала већем броју корисника. Поред CSMA/CD алгоритма, током развоја осмишљен је низ сличних механизама од којих се неки данас користе (пр. CSMA/CA код бежичних локалних мрежа).
- 1 - трајни

Станица трајно ослушкује канал за слање, у случају да нема саобраћаја станица шаље поруку са вероватноћом 1. Мана алгоритма је то што у случају да више корисника ослушкује канал и притом саобраћај утихне, све станице истовремено емитују поруке што доводи до сигурног сукобљавања саобраћаја на каналу.
- п - трајни

Овај протокол за приступ уз ослушкивање носиоца података донекле исправља ману наведену код система CSMA 1 – трајни и то тако што станице трајно ослушкују канал за слање, па у случају да нема саобраћаја поруку шаљу са вероватноћом p.
- Повремени CSMA (енгл. NonPersistent CSMA)

Код овог система, станице не ослушкују трајно канал. Када имају поруке за слање пре него што почне да емитује, станица ослушкује канал. Ако утврди да на њему нема саобраћаја, она почиње да шаље податке. Међутим, уколико утврди да неко већ емитује, станица неће непрекидно ослушкивати канал, већ ће то учинити тек након насумично одабраног временског интервала. Канал се боље користи, али је временски размак између оквира већи.
- – избегавање сукобљавања
- CSMA/CD (енгл. CSMA / Collision Detection) – детекција сукобљавања
- – спречавање сукобљавања[1]